# 世界拳法会連盟
世界拳法会連盟（せかいけんぽうかいれんめい　International Kenpo Kai Organization IKKO)は、日本古来の古武道が発展した拳法会の世界組織でヨーロッパの拳法会の提案により設立され2022年現在は、本部は、日本にあり3年毎に1回、世界拳法選手権大会(WKC World Kenpo Competition)を開催している。世界拳法選手権大会は、各国の親善平和交流の外交場であり大橋千秋宗家が唱える「武道を媒介とした青少年の健全育成」と「繁栄は、平和と幸福が伴わねば、正義の繁栄でない Prosperity with Pease and Happiness」を近年は、大きく全面に打ちだし2023年は、アフリカのチュニジア・ハマメットで9月に2023世界拳法選手権大会開催された。　2022年現在の世界拳法会連盟の会長は、大橋千秋（Chiaki Ohashi)範士十段が2005年3月25日にフランスにて選任されて以来、2023年9月28日アフリカのチュニジア・ハマメットでもIKKO2023国際会議において2025年までの延長が決定し現在に至っている。また、ヨーロッパ、アジア、オセアニア、中東、アメリカ、南アメリカなどでは、大陸毎に本部長を選任し毎年地域各自が国際拳法選手権大会を開催、IKKO（世界拳法会連盟）が承認後援している。

## 創　設
１９７１年8月に静岡県浜松市に創設 　満州チチハルから引き揚げてきた両親（大橋金治、豊乃）と共に名古屋市中村区在住し武術を学んでいた大橋千秋が名城大学理工学部卒業後に浜松に就職したことから錬成会館で同門・同年の朝倉邦夫が追いかけ浜松に移転し稽古環境が整い浜松拳法会が創設された。これが拳法会の始まりである。また、同じく同門・同年の浅井隆夫が同時に名古屋拳法会を創設した。1974年に大橋千秋と榊原清司は、稽古に専念すべく地元の企業を退社しその後、オーストラリア、ニュージーランドにわたり1976年に帰国した。オーストラリアでは、タスマニアPolice Academyでインストラクターを務めた。支援したのは、中島たけし（当時教官、その後、帰国し国士舘大学教授）である。帰国後は、青少年の国際人教育に関心を持ち、武道を媒介とした青少年の国際人教育に力を入れ国際親善大会を開催し2005年3月24日にフランスで開催された総会により世界拳法会連盟が創設された。大橋千秋は、宗家であるが2023年9月29日にアフリカ拳法会連盟、ヨーロッパ拳法会連盟の推薦をうけ十段範士の称号允許がされた。更に、2025年世界拳法選手権大会開催地が日本に決定し2025年国際会議においての新役員案が提唱されている。

## 全日本拳法会
全日本拳法会（ぜんにほんけんぽうかい　All Japan Kenpo Kai)は、本部を愛知県においている。役員は、会長、副会長は、東日本、中部日本、西日本の三名で構成され10名の理事で構成される。会長は、浅井隆夫範士八段が務め全日本拳法会により、全日本拳法選手権大会、3月と11月には、団体戦である。全国拳法優勝大会（団体戦）が開催されている。

## ヨーロッパ拳法会
ヨーロッパ拳法会（よーろっぱけんぽうかい　Europe Kenpo Kai)は、本部をスペインのサンセバスチャンにおいている。2023年現在、本部長は、ヨーロッパ拳法会の父と称されるファン・マリア・ビダルJuan M Vidalである。ヨーロッパ各国に支部を有し副本部長は、フランスのイベス・ウスタリッYves Ustarizである。

## アジア拳法会
アジア拳法会（あじあけんぽうかい　Asia Kenpo Kai　)は、本部をネパールのポカラにおいている。2023年現在、本部長は、ナラズ・クアド・ハリNaraj Khadka Hari（将士五段）であり日本での修行の経験もあり毎年、インド拳法会ナビン・タクールNavin Thakur本部長（将士五段）とコラボし南アジア拳法選手権大会、武道研修会を開催している。

## アフリカ拳法会
アフリカ拳法会（あふりかけんぽうかい　Africa Kenpo Kai)は、本部をチュニジアのチュニスにおいている。2023年現在、本部長は、モーラド・サーダラーMourad Saâdallahでありヨーロッパ拳法会本部と深く交流し2023世界拳法選手権大会（9月）開催がIKKO世界拳法会連盟より承認されハマメットで開催された。